# Уриниране
Уринѝрането (на латински: mictio, разговорно: пика̀енето) е физиологичен процес, изразяващ се в изхвърляне на урина от пикочния мехур през пикочния канал извън тялото. Обикновено уринирането се извършва волево след позив за уриниране. При малки деца и при различни заболявания и увреждания контрол над уринирането липсва. Медицинският термин за това е инконтиненция (разговорно: напикаване).
Количеството на отделената урина за денонощие се нарича диуреза. Нормалното количество отделена урина за 24 часа при жените е 1000 – 1500 ml, а при мъжете – до 1800 ml. Състоянието, при което се отделя малко количество (под 500 ml/24h) урина, се нарича олигурия. Това може да бъде симптом на обезводняване, десностранна сърдечна или бъбречна недостатъчност и др. или вследствие на претърпяна кръвозагуба (например след операция). Липсата или изключително оскъдната диуреза (под 150 ml/24h) се нарича анурия. Когато диурезата е повече от нормалното, състоянието се нарича полиурия. Може да се наблюдава при нефрогенен безвкусен диабет. Нормално е през деня да се отделя повече урина, отколкото през нощта. Когато това равновесие е нарушено, се използва терминът никтурия. Наблюдава се при сърдечна недостатъчност. Невъзможността да се проведе урината през пикочопровода, се нарича ретенция (задържане).